# Via Giardini
La via Giardini è una strada italiana, congiungente l'Abetone in Toscana a Modena; nel tratto toscano assume il nome di via Ximenes, ma è anche conosciuta come strada modenese.
Tale via deve il nome all'architetto che l'ha progettata: Pietro Giardini.
Attualmente è classificata in gran parte come Strada statale 12 dell'Abetone e del Brennero, tuttavia alcuni tratti hanno modificato la loro denominazione.

## Storia
(Ruggiero Giuseppe Boscovich)

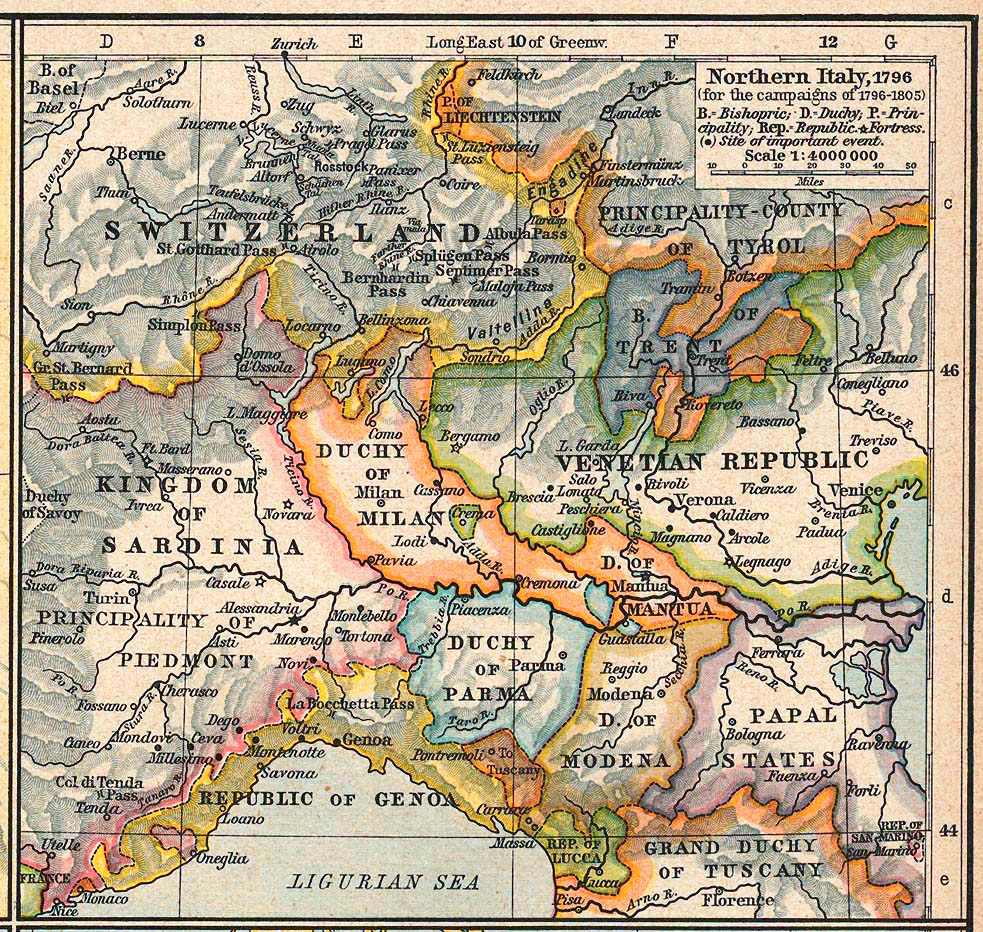
L'Italia settentrionale nel 1796 con il Ducato di Modena

Già in epoca medievale la provincia di Modena era attraversata da due importanti vie di comunicazione, che collegavano il capoluogo rispettivamente con le città di Lucca e Pistoia. Durante il XVIII secolo i duchi estensi fecero costruire due infrastrutture viarie più moderne: la Via Vandelli (realizzata dal 1739 al 1751 per raggiungere Massa) e la via Giardini (per raggiungere Firenze).
Infatti, dopo la pace di Aquisgrana del 1748, si decise di creare un collegamento veloce e più moderno tra il presidio militare austriaco di Mantova e la città di Firenze, all'epoca capitale del Granducato di Toscana governato dalla famiglia Lorena, parenti stretti della Casa d'Austria degli Asburgo.
Dopo una concessione papale, inizialmente si riammodernò la strada che attraversava Bologna, ma in seguito al matrimonio di Francesco III d'Este con Maria Teresa Ricciarda, si diede avvio al progetto di una strada più diretta tra Modena e Firenze, che passasse attraverso il Frignano e il pistoiese, senza cioè transitare per lo Stato Pontificio.
Dopo aver risolto alcune problematiche relative al tracciato (i terreni del fondovalle del fiume Scoltenna erano molto più instabili rispetto al percorso che da Pievepelago sale a Barigazzo), nel 1766 iniziarono i lavori di costruzione del versante settentrionale (per una lunghezza complessiva di un centinaio di chilometri), affidati all'ingegnere modenese Pietro Giardini, mentre dal lato toscano Pietro Leopoldo d'Asburgo Lorena incaricò l'abate gesuita Leonardo Ximenes.
I lavori vennero completati nel 1776, con la posa delle pietre miliari. In località Serrabassa, al confine tra Modena e Toscana vennero costruite due piramidi di sassi, una con lo stemma estense e l'altra con quello dei Lorena. Peraltro, per far passare la strada in tale località dovette essere abbattuto un enorme abete, il cui tronco era talmente grande da poter essere abbracciato da sei persone: a seguito di ciò la località prese il nome odierno di Abetone. Nell'aprile 1776 il poeta Vittorio Alfieri giungendo a Modena si complimentò con il duca estense lodando la nuova "direttissima e assai poetica strada".

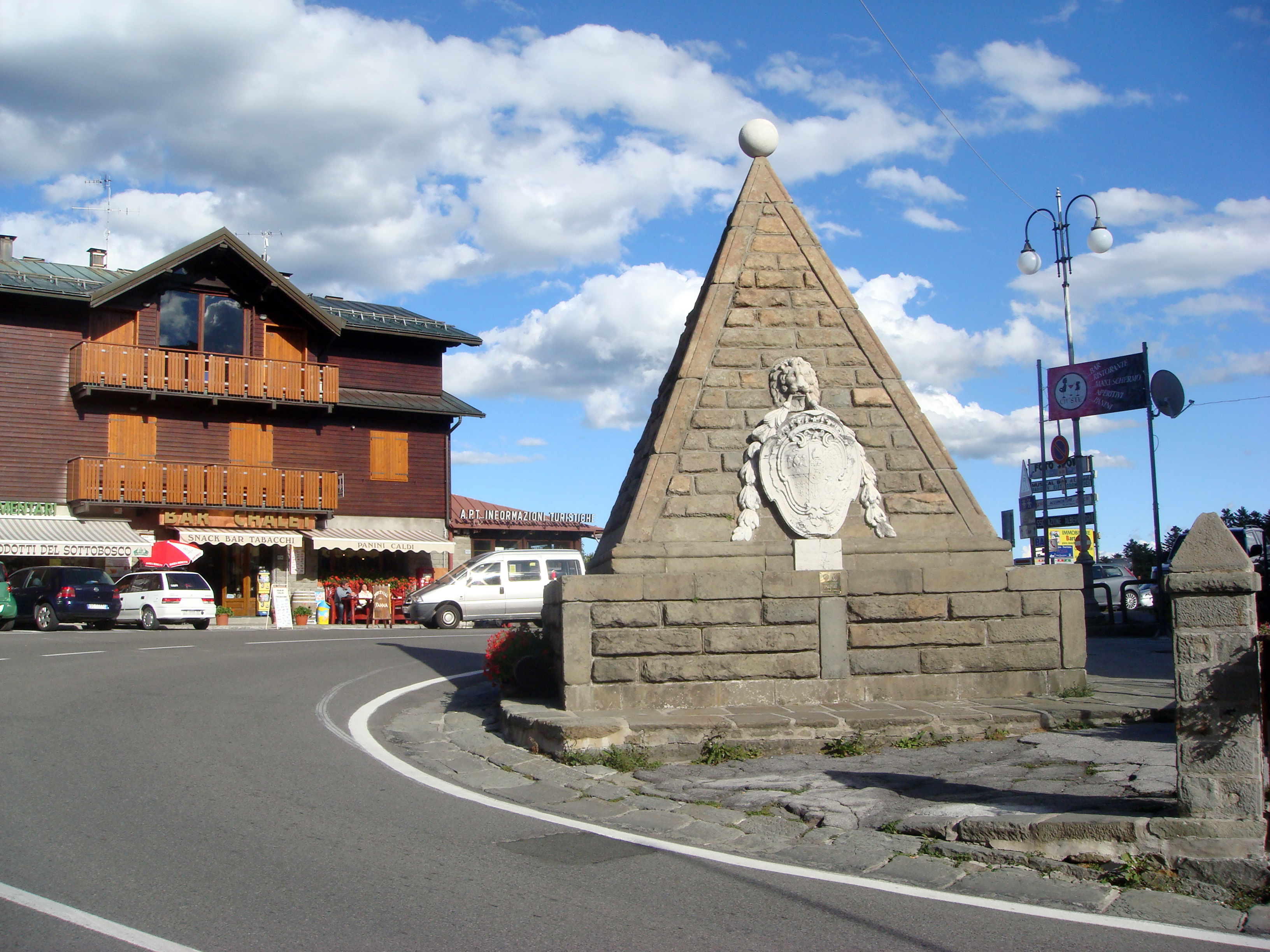
Una delle piramidi che segnano la cima del Passo dell'Abetone

Lungo il percorso della nuova strada vennero realizzate diverse poste per il cambio dei cavalli a Barigazzo, Montecenere, Pavullo, Serramazzoni, San Venanzio e Formigine, oltre a stalle e fontane. Inoltre, per incentivare l'apertura di nuove osterie e locande per i viaggiatori, vennero diminuite le tasse sul vino e sul pane per dieci anni; tuttavia tale opportunità non riscosse l'interesse degli osti della zona, tanto che spesso i viandanti si lamentavano della difficoltà di rifornirsi di cibo o trovare alloggio. Per tale motivo, il 1º maggio 1781 lo Stato Estense decretò di affidare (dietro compenso) la gestione delle nove poste e delle sette osterie di montagna ad una corporazione di mercanti. In seguito, nello stesso anno, la via Giardini fu ufficialmente inaugurata e venne sottoscritto un trattato internazionale per consentire la corrispondenza postale fra la Germania e l'Italia meridionale e favorire gli scambi commerciali, con la diminuzione dei dazi doganali sulle merci: ciò portò all'aumento del traffico e allo sviluppo economico dei paesi attraversati.
Nel 1796 Napoleone Bonaparte percorse con il proprio esercito la via Giardini per entrare in Toscana attraverso il passo dell'Abetone.

## Percorso
La strada Giardini parte da Modena presso il piazzale Risorgimento, proseguendo con il nome originario di via Pietro Giardini lungo l'attuale strada provinciale 486 di Montefiorino e attraversando gli abitati di Baggiovara e Casinalbo, da cui prosegue verso Formigine lungo l'attuale strada provinciale 3 "Giardini".
Dopo aver attraversato la città di Formigine, la via Giardini giunge nel territorio di Fiorano Modenese (lambendo il circuito di Fiorano) e Maranello, dove diviene la via Nazionale, passando di fronte ai cancelli dello stabilimento Ferrari; superato il centro storico, la strada sale verso San Venanzio con il nome di via Abetone, in uno scenario molto panoramico. Dopo i due tornanti in località Il Poggio, si entra nel territorio del Frignano e la strada attraversa le località di Cavana, Soprataglio, Montagnana, Montardone, Casa Bartolacelli (Stella), Ligorzano giungendo quindi a Serramazzoni, da cui prosegue per Selva, Casa Bosi, La Monta e infine Cà Bertacchini.
A questo punto la strada diventa la Strada statale 12 dell'Abetone e del Brennero, che attraverso le città di Pavullo nel Frignano, Lama Mocogno e Pievepelago giunge infine al valico del Passo dell'Abetone.
Nel versante toscano, la strada scende verso Pistoia: in località La Lima si dirige verso San Marcello Pistoiese, diventando l'odierna Strada regionale 66 Pistoiese, che localmente riporta i nomi di via del Granduca, via Pietro Leopoldo, via Leonardo Ximenes. Giunti a Pontepetri, la strada (ridenominata via Modenese) costeggia la riva sinistra del fiume Reno, per poi giungere fino a Pistoia, e da lì infine a Firenze.